# 长春号驱逐舰

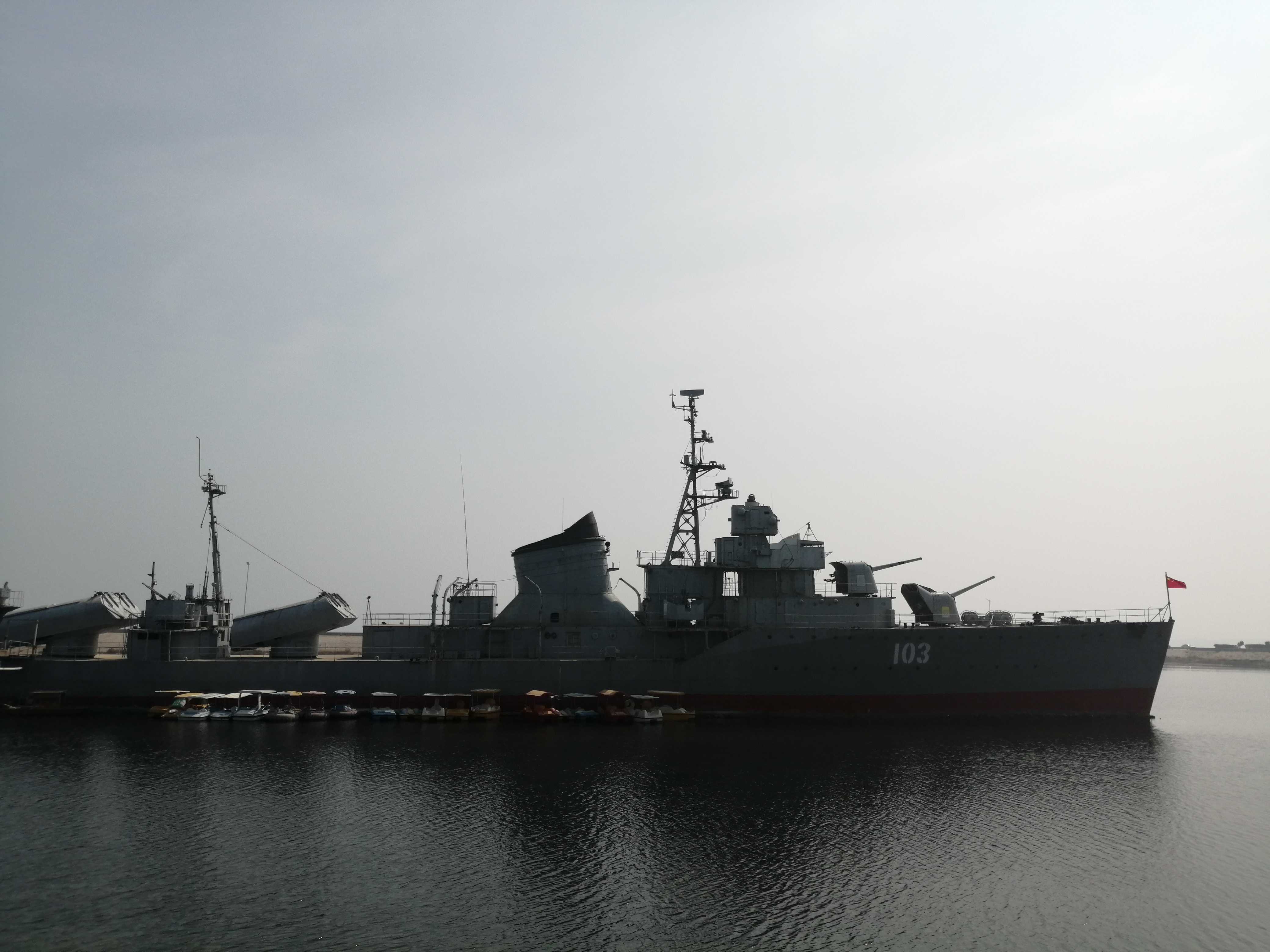
长春舰，2019年

长春（舷号：103，俄文原名：Решительный）是中国海军隶下的一艘驱逐舰，是新中国建立后第一批驱逐舰之一。长春号驱逐舰前身为苏联驱逐舰，属中国07型驱逐舰，  该舰沿中轴线布置4门130毫米主炮和2座3联533毫米鱼雷发射装置，强调舰炮、鱼雷及布雷作战能力，但防空和反潜能力弱。

## 历史
1936年8月23日在尼古拉耶夫造船厂（代号一九八厂）开始建造大部件，原名“凛冽”号（Резкий，音译名“列兹基”号）。铁路运输到阿穆尔河畔共青城列宁共青团第199工厂，1937年8月23日铺设龙骨。1940年4月30日下水。1941年9月5日入役。更名为“坚决”号（Решительный，国内旧译“果敢”号，音译名“列什切内依”号）。1952年11月28日至1955年1月15日在海参崴的达尔扎沃德厂大修。
1955年6月28日驶抵青岛。7月6日被命名为“长春”舰。1970年进行现代化改装，将鱼雷改装成两座双联装"上游"反舰导弹，成为导弹驱逐舰。1974年10月改舷号为103。1990年8月在山东省乳山市退役。